# Kaduk
Kaduk (łac. caducus 'upadający', później 'bezpański') – spadek pozostawiony bez dziedziców. Instytucja prawna wywodząca się z prawa rzymskiego (ius caducum). Związana jest z ograniczeniem dziedziczenia do określonego kręgu osób i ograniczeniami testamentowymi. W przypadku braku uprawnionych osób i braku testamentu spadek przypada władcy.
Kaduk, w Polsce nazywany początkowo puścizną, w średniowieczu przypadał władcy. Traktowanie państwa jako własności władcy powodowało, że prawo do dziedziczenia było ograniczone początkowo zasadniczo tylko do krewnych w linii prostej, często tylko zstępnych. Ograniczona była również możliwość dyspozycji testamentowych. Powodowało to, że prawo kaduka władcy było bardzo rozległe i częste. Rycerstwo (później szlachta) dość szybko wywalczyło sobie prawo do dziedziczenia w linii bocznej i możliwość zapisów testamentowych. Jednocześnie uzyskało prawo do kaduków swoich poddanych. Wśród chłopów w Polsce jeszcze do połowy XIV wieku dziedziczenie ograniczone było jedynie do synów zmarłego. Dopiero Kazimierz III Wielki w statucie wiślickim ograniczył puściznę pana i wprowadził dziedziczenie chłopów w linii bocznej. Swobodne dysponowanie przez królów kadukiem zostało ograniczone konstytucjami sejmowymi z lat 1562 i 1576. Ustanowiły one, że król kaduki szlacheckie musiał nadać (najpóźniej na początku najbliższego sejmu) i to wyłącznie szlachcicom. Kadukami mieszczan z miast królewskich mógł nadal swobodnie dysponować (ale np. Toruń na sejmie w 1565 r. otrzymał kaduki po zmarłych w mieście osobach wszelkiego stanu). Kaduki chłopskie i mieszczan z miast prywatnych przypadały panu feudalnemu. Jednocześnie utrzymywały się ograniczenia testamentów dla chłopstwa i mieszczan. Kolejne ograniczenie prawa kaduka królewskiego nastąpiło w 1588 roku, gdy dziedziczenie wśród szlachty rozszerzono aż do ósmego stopnia pokrewieństwa. Sejm Czteroletni (1788–1792) wprowadził zasadę, że kaduki miały przypadać po połowie skarbowi państwa i obdarowanemu przez króla.
Współczesne prawo polskie uznaje spadek za kaduk (nie używając tego określenia), gdy spadkodawca nie zostawił testamentu i w chwili śmierci nie miał małżonka, zstępnych, rodziców, rodzeństwa ani ich zstępnych, dziadków ani ich zstępnych, a także pasierbów, których żadne z rodziców nie dożyło otwarcia spadku lub jeżeli wszyscy uprawnieni nie przyjęli spadku. W takim wypadku dziedziczy gmina, w której spadkodawca miał ostatnie miejsce zamieszkania bądź też, gdy spadkodawca zmarł poza granicami kraju lub gdy miejsca jego ostatniego zamieszkania nie da się ustalić, dziedziczy Skarb Państwa.
W potocznym słownictwie prawo kaduka oznacza współcześnie działanie bezprawne, bezpodstawne.